# Marta Hillers
Marta Hillers (Krefeld, 26 maggio 1911 – Basilea, 16 giugno 2001) è stata una giornalista tedesca; è molto conosciuta anche con il nome del marito Marta Dietschy Hillers.
Di tutta la sua lunga attività di giornalista e pubblicista è famosa quasi esclusivamente come l’autrice anonima di uno dei diari più drammatici della seconda guerra mondiale:  «Una donna a Berlino, Diario tra aprile e giugno del 1945».

## Biografia
Nacque nel 1911, suo padre, Johannes Hillers era un dirigente di un'azienda tessile. Aveva una sorella, Erna ed un fratello, Hans. A quattro anni rimase orfana del padre, morto nel 1916 a 32 anni nel corso della battaglia di Verdun. La famiglia visse momenti di gravi difficoltà economiche, a causa della malattia della madre. A causa della crisi economica, la madre, una volta guarita, si trasferì per un periodo, insieme alla sua famiglia, ad Alpen, suo paese natale. Qui vissero e subirono l'occupazione militare del Belgio e della Renania, dal 7 dicembre 1918 al 1926. Pur essendo la famiglia molto povera, tutti e tre i fratelli Hiller riuscirono a ricevere una borsa di studio, il che, permise loro di studiare.
Nel 1925 Marta entrò nella scuola secondaria femminile di Krefeld ottenendo ottimi risultati nei corsi di lingua (tedesco, inglese, francese, latino), nell'educazione fisica e nelle scienze naturali. Nel canto, invece era negata. A 17 anni, per le elezioni del 20 maggio 1928, partecipò alle manifestazioni elettorali nella Repubblica di Weimar avvicinandosi allo storico Partito Comunista Tedesco, il Kommunistische Partei Deutschlands. Fu espulsa dalla scuola nel 1930 a causa delle sue attività politiche ed anti religiose.
Iniziò a lavorare quindi come semplice segretaria presso la Regis Company di Krefeld. Nel tempo libero continuò a militare nel KPD. Nel 1931 lasciò la chiesa cattolica. Nello stesso anno lavorò a Düsseldorf per la società commerciale tedesca Derop, azienda che trattava l'import di prodotti petroliferi provenienti dall’URSS. Contemporaneamente continuò a militare nel KPD insieme alle donne del quartiere Benrath. Nel settembre di quell'anno si recò a Mosca  presso una agenzia fotografica sovietica, la Soyusphoto, come impiegata di lingua tedesca. Nel novembre del 1931 chiese di aderire al PCUS ma non ottenne l'autorizzazione. Successivamente, con l’aiuto di un impiegato dell'ambasciata francese a Mosca, lasciò l'URSS recandosi a Parigi ottenendo il certificato di accesso all'istruzione superiore francese, certificato che le permise di frequentare l'università della Sorbona, dove studiò, fino al luglio 1934 storia e storia dell'arte.
Dal 1932 al maggio 1933 viaggiò molto per le Repubbliche europee dell'URSS, ma anche in Polonia, nella Georgia, in Armenia, in Turchia, in Grecia, compreso un viaggio in Italia, spingendosi fino in Sicilia.
Nel 1934, da Parigi, rientrò in Germania, stabilendosi a Berlino nel quartiere Tempelhof presso l'appartamento di suo cugino, Hans Wolfgang Hillers, scrittore già affermato e dell'attrice Trude Sand. L'attrice fu un'amica molto importante per Marta. Nel suo diario, successivamente pubblicato, venne individuata nel personaggio di Gisele. Alla fine di quel anno si trasferì in un alloggio di sua proprietà, situato a pochi isolati dal cugino, nella attuale Manfred-von-Richthofen-Straße n° 13, il luogo reale della sua drammatica esperienza berlinese del 1945.
In quel periodo scrisse per diversi periodici di Berlino, in modo particolare storie di donne.
Nel maggio del 1936, sua madre venne ricoverata in un ospedale psichiatrico in quanto, durante un delirio, gridò dalla sua finestra di casa anche alcune invettive contro i nazisti. La malattia peggiorò negli anni seguenti. Morì improvvisamente il 25 giugno 1941 in condizioni cliniche poco chiare.
Marta, dopo aver pubblicato articoli anche favorevoli al regime nazista, entrò, dal febbraio 1940 al marzo 1941, come segretaria nella redazione della rivista Freude und Arbeit. Nell'aprile 1941 iniziò a lavorare come curatore editoriale per la rivista giovanile nazionalsocialista Hilf mit. L'anno dopo anche la sua amica Trude Sand lavorerà nella stessa rivista.

## Berlino: aprile – giugno 1945
La sera del 26 aprile 1945 i reparti dell’ottava Armata Rossa, al comando del generale Vasilij Ivanovič Čujkov, si impadronì dell’aeroporto di Tempelhof, un quartiere di Berlino. Furono le prime unità che entrano in città. Il generale stabilì il suo quartier generale poco lontano dal quartiere situato in Manfred-von-Richthofen-Straße 13, dove abitava Marta. Questo fu il luogo dove si svolsero i tragici fatti raccontati nel diario della scrittrice, Una donna a Berlino.

## Il dopoguerra
Marta, suo cugino Hans Wolfgang Hillers e Trude Sand, come la maggior parte dei tedeschi, si adattarono a vivere sotto l'ordinamento nazista. Questo convinse l'amministrazione americana nel dopo guerra di effettuare un'indagine politica sul suo passato, ma non emerse nulla di compromettente, quindi non fu attivato nei suoi confronti nessun provvedimento di denazificazione. Nel dopo guerra riprese a scrivere su diverse riviste, tra le altre una per ragazzi, Ins neue Leben della casa editrice, Minerva Verlag.
Successivamente si trasferì nel quartiere Zehlendorf di Berlino, e dopo, nel 1950, a Basilea, dove aveva una amica, Lili Rueff, moglie un noto orafo della città Karl Albert Dietschy. Nel 1952 dopo la morte di Lili Rueff, Marta iniziò una relazione con lo stesso Karl Albert Dietschy, il quale si sposò nel 1955. In seguito frequentò il giornalista e scrittore tedesco, Kurt Wilhelm Marek, il quale la convinse di rendere pubblico il suo diario lasciando alla vedova Hannelore i diritti d'autore, con la condizione di rendere pubblico il suo nome solo dopo la morte.